# تلسكوب الأشعة السينية

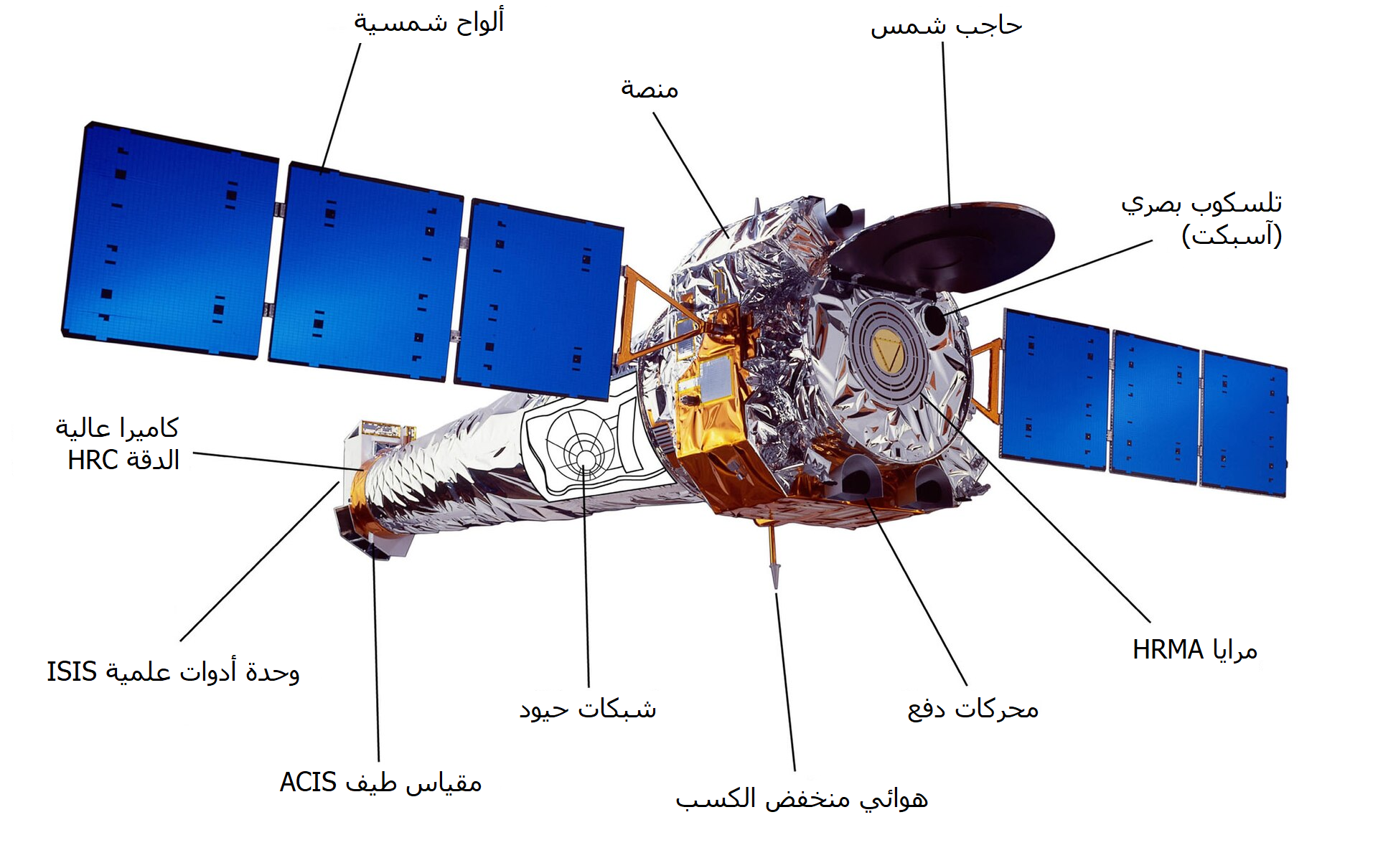
مخطط لتلسكوب تشاندرا للأشعة السينية، الذي أطلقته وكالة ناسا عام 1999، ولا يزال يؤدي مهامه بنجاح حتى عام 2024

تلسكوب الأشعة السينية هو جهاز فلكي مُصمم لرصد الأجسام البعيدة في طيف الأشعة السينية، وهو جزء من الطيف الكهرومغناطيسي لا يمكن رصده من سطح الأرض بسبب امتصاصه الكامل تقريبًا بواسطة الغلاف الجوي. ولهذا السبب، يجب أن تُوضع تلسكوبات الأشعة السينية على ارتفاعات شاهقة باستخدام مناطيد علمية أو صواريخ شبه مدارية أو عبر إطلاقها ضمن أقمار صناعية تدور في الفضاء.
تتكوّن تلسكوبات الأشعة السينية من عنصرين أساسيين:
البصريات: وهي أنظمة تركيز أو توجيه للأشعة (مثل العدسات أو المرايا المصممة خصيصًا للأشعة السينية)، وتقوم بجمع الإشعاع الداخل إلى التلسكوب.
الكاشف: وهو الجهاز الذي تُسجل عليه الأشعة السينية بعد تجميعها، ويُقاس من خلاله شدة الإشعاع وخصائصه الطيفية.
يُعد مرصد شاندرا للأشعة السينية (Chandra X-ray Observatory)، الذي أطلقته وكالة ناسا عام 1999، من أبرز وأطول التلسكوبات عمرًا في هذا المجال، ولا يزال قيد التشغيل حتى عام 2024.
غالبًا ما تكون تلسكوبات الأشعة السينية الحديثة مركّبة من عدة أنظمة كاشف-تلسكوب صغيرة، تعمل معًا لتوسيع القدرة التحليلية أو تحسين الأداء، بالإضافة إلى ملحقات ثابتة أو قابلة للإزالة مثل المرشحات والمطيافات التي تضيف وظائف طيفية أو تمييزية متقدمة.

## تاريخ تلسكوبات الأشعة السينية

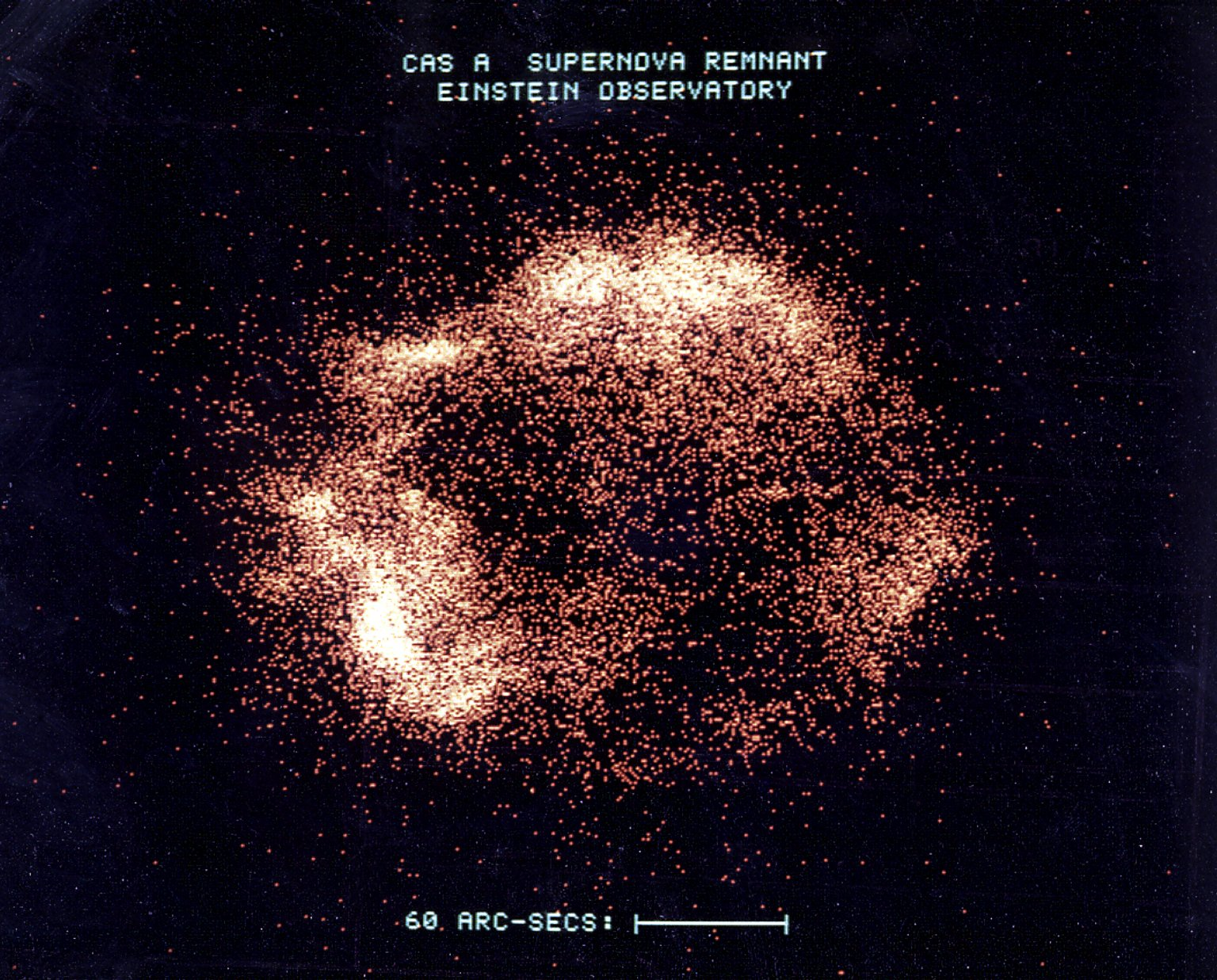
صورة لبقايا المستعر الأعظم كاسيوبيا A، التُقطت بواسطة أول تلسكوب تصويري يعمل بالأشعة السينية، مرصد أينشتاين.

استُخدمت تلسكوبات الأشعة السينية لأول مرة في علم الفلك لرصد الشمس، إذ كانت المصدر الوحيد في السماء الذي يبعث أشعة سينية قوية بما يكفي لاكتشافها عبر تلك التلسكوبات البدائية. وبفضل شدة سطوع الشمس في نطاق الأشعة السينية، كانت التلسكوبات الأولى تكتفي بعنصر تركيز صغير، في حين كانت الأشعة تُرصد باستخدام فيلم فوتوغرافي.
التُقطت أول صورة بالأشعة السينية للشمس بواسطة تلسكوب محمول على صاروخ، أجراها جون ڤي. ليندسي (John V. Lindsay) من مركز غودارد لرحلات الفضاء التابع لوكالة ناسا بالتعاون مع زملائه، وذلك في عام 1963. أما أول تلسكوب أشعة سينية يدور في المدار، فقد أُطلق على متن محطة سكاي لاب في أوائل سبعينيات القرن العشرين، وسجّل أكثر من 35,000 صورة كاملة لقرص الشمس خلال فترة تسعة أشهر.
أُطلق أول قمر صناعي مخصص بالكامل لرصد الأشعة السينية، وهو قمر أوهورو، من قبل وكالة ناسا في عام 1970، وقد تمكن خلال فترة عمله التي امتدت سنتين ونصف من رصد 339 مصدرًا للأشعة السينية.
وفي عام 1978، أُطلق مرصد أينشتاين ليصبح أول مرصد تصويري يعمل بالأشعة السينية. تمكّن هذا المرصد من التقاط صور عالية الدقة في نطاق طاقي يتراوح بين 0.1 إلى 4 كيلوإلكترون فولت، شملت نجومًا من أنواع مختلفة، وبقايا مستعرات عظمى، ومجرّات، وعناقيد مجرّية. ومن بين المشاريع الكبرى اللاحقة، برز مرصد روسات، الذي كان نشطًا بين عامي 1990 و1999، وهو مرصد فضائي ثقيل مزوّد بعدسات بصرية لتركيز الأشعة السينية، إلى جانب القمر الأوروبي إكسوسات (EXOSAT).
أُطلق مرصد شاندرا للأشعة السينية التابع لوكالة ناسا في عام 1999، ولا يزال قيد التشغيل منذ أكثر من 25 عامًا، في مدار بيضوي عالي الارتفاع. وقد أرسل آلاف الصور ذات الدقة الزاوية البالغة 0.5 ثانية قوسية، بالإضافة إلى أطياف عالية الدقة لأنواع مختلفة من الأجرام الفلكية، ضمن نطاق طاقي يتراوح من 0.5 إلى 8.0 كيلوإلكترون فولت. وتُعد دقته المكانية أعلى بنحو 50 مرة مقارنة بمرصد ROSAT.

## الأقمار الصناعية النشطة لرصد الأشعة السينية
تشمل الأقمار الصناعية المستخدمة حاليًا في مجال رصد الأشعة السينية مرصد نيوتن التابع لوكالة الفضاء الأوروبية، الذي يُغطي نطاق الأشعة السينية منخفضة إلى متوسطة الطاقة (من 0.1 إلى 15 كيلوإلكترون فولت)، ومرصد سويفت (توضيح) التابع لوكالة ناسا، ومرصد شاندرا، وتلسكوب IXPE (مستكشف استقطاب الأشعة السينية التصويري). كما أطلقت وكالة الفضاء اليابانية (JAXA) تلسكوب XRISM، في حين أطلقت وكالة الفضاء الهندية (ISRO) القمرين الصناعيين أديتيا (مسبار) وXPoSat.
يحمل القمر الصناعي GOES 14 جهازًا لتصوير الأشعة السينية الشمسية (Solar X-ray Imager)، يُستخدم في رصد انبعاثات الشمس من الأشعة السينية للكشف المبكر عن الانفجارات الشمسية، والاندلاعات الكتلية الإكليلية، وغيرها من الظواهر التي تؤثر في بيئة الفضاء القريبة من الأرض. وقد أُطلق هذا القمر في 27 يونيو 2009 عند الساعة 22:51 بتوقيت غرينتش من مجمّع الإطلاق 37B في محطة كيب كانافيرال الجوية.
أما تلسكوب تعديل الأشعة السينية الصلبة الصيني (Hard X-ray Modulation Telescope)، فقد أُطلق في 15 يونيو 2017 بهدف دراسة الثقوب السوداء، والنجوم النيوترونية، والنوى المجرّية النشطة، وغيرها من الظواهر الكونية من خلال رصد انبعاثاتها من الأشعة السينية وأشعة غاما.
وقد أُطلق أول تلسكوب فضائي يستخدم تقنية «عين السرطان البحري» (lobster-eye) للتصوير فائق الاتساع، وهو (Lobster-Eye X-ray Satellite)، في 25 يوليو 2020 من قبل وكالة الفضاء الصينية (CNSA)، بهدف البحث عن إشارات المادة المظلمة في نطاق الأشعة السينية.
لاحقًا، أُطلق تلسكوب (Lobster Eye Imager for Astronomy) في 27 يوليو 2022 بوصفه نموذجًا تقنيًا مبدئيًا لمهمة (Einstein Probe)، التي أُطلقت في 9 يناير 2024، وتُعنى بعلم الفلك الزمني في نطاق الأشعة السينية والطاقة العالية.
أما مرصد (SVOM) فقد أُطلق في 22 يونيو 2024، وهو مخصص لدراسة انفجارات النجوم العملاقة وتحليل انفجارات أشعة غاما.
كما يضم القمر الصناعي GOES-13 (الذي أُطلق باستخدام صاروخ دلتا IV من كيب كانافيرال في 24 مايو 2006) تلسكوبًا شمسيًا يعمل في نطاق الأشعة السينية الرخوة، غير أن هذا التلسكوب لم يُرسل أي صور منذ ديسمبر 2006.
ويُعد سبيكتر آر جي الروسي-الألماني من أبرز مشاريع الأشعة السينية الحديثة، إذ يحمل على متنه مصفوفة تلسكوبات (eROSITA) بالإضافة إلى تلسكوب (ART-XC). وقد أطلقته وكالة روسكوسموس الروسية في 13 يوليو 2019 من قاعدة بايكونور، وبدأ بجمع البيانات في أكتوبر من نفس العام.

## البصريات

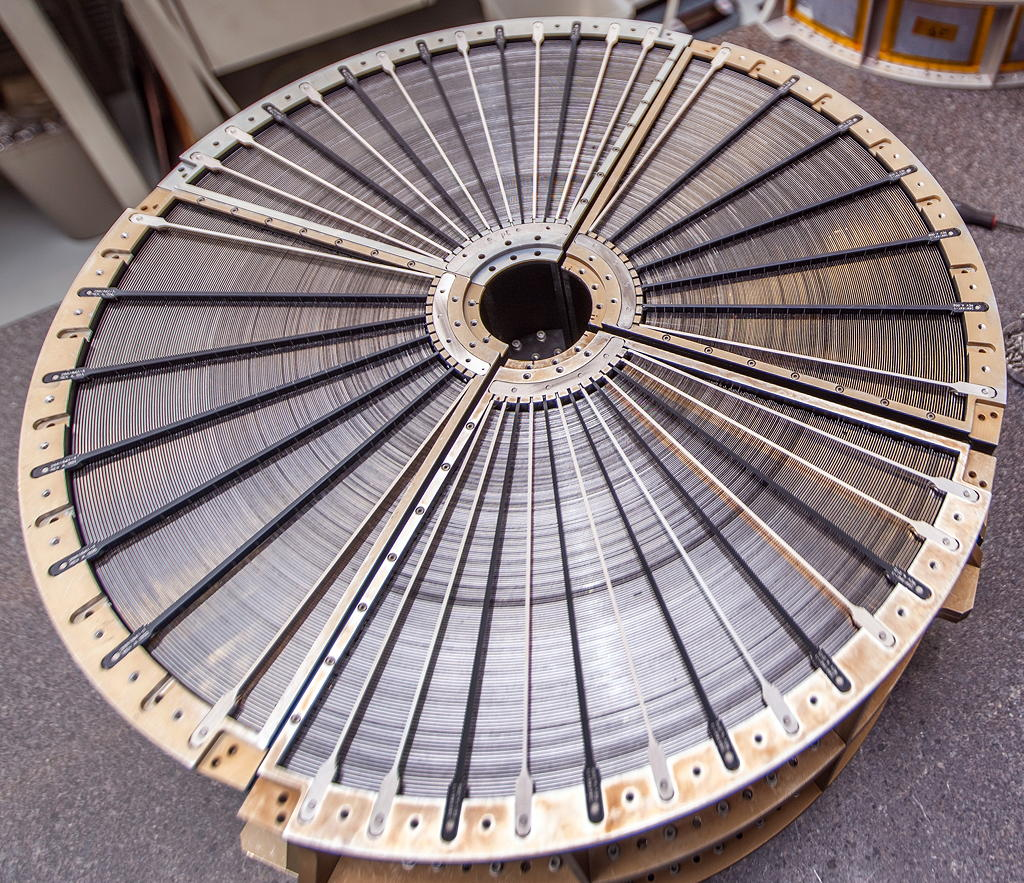
أحد مرايا تلسكوب XRISM المؤلف من 203 صفائح معدنية

تُستخدم في بصريات الأشعة السينية بشكل شائع طريقتا مرآة الحُضيض ذات زاوية السقوط المائلة جدًا (grazing incidence mirrors)، وفتحات موجهة (collimated apertures). ولا يعرف سوى ثلاثة أنظمة هندسية تستخدم الانعكاس بزوايا سقوط مائلة جدًا لتكوين صور بالأشعة السينية، وهي: نظام وولتر، ونظام كيركباتريك-بايز، وتقنية بصريات عين السرطان البحري (lobster-eye optics).

### المرايا المركزة

تركيز الأشعة السينية بواسطة الانعكاس الحاد

اقترح في الأصل عام 1960 العالمان ريكاردو جاكوني وبرونو روسي — مؤسسا علم الفلك بالأشعة السينية خارج المجموعة الشمسية — استخدام مرآة مكافئة شكلها قطع مكافئ (parabolic mirror) بسيطة. يُستخدم هذا النوع عادة كعاكس رئيسي في التلسكوبات البصرية. لكن صور الأجرام خارج المحور (off-axis) كانت تظهر ضبابية بشكل كبير.
أظهر الفيزيائي الألماني هانس وولتر في عام 1952 أن الانعكاس عن سطحين، الأول قطع مكافئ (paraboloid) يليه قطع زائد (hyperboloid)، يعمل بشكل أفضل في تطبيقات علم الفلك بالأشعة السينية. وصف وولتر ثلاث تصميمات تصويرية مختلفة تعرف بأنواع وولتر I، II، وIII. ويُعد نوع وولتر I الأكثر استخدامًا بين فلكيي الأشعة السينية لسهولة تصميمه الميكانيكي، كما يتيح إمكانية تداخل عدة تلسكوبات ضمن بعضها البعض لزيادة مساحة السطح العاكس. أما النوع II فهو مناسب فقط للمجالات الضيقة أو كعدسة لمطياف التشتت، والنوع III لم يُستخدم قط في علم الفلك بالأشعة السينية.
بالمقارنة مع البصريات الموجهة، تتيح البصريات المركزة:
- تصويرًا عالي الدقة.
- حساسية تلسكوب عالية، إذ يُركز الإشعاع على منطقة صغيرة مما يزيد نسبة الإشارة إلى الضوضاء (Signal-to-noise ratio).
- يمكن تصنيع المرايا من سيراميك أو صفائح معدنية[12] مطلية بطبقة رقيقة من مادة عاكسة (غالبًا ذهب أو إيريديوم). وتعتمد هذه المرايا على ظاهرة الانعكاس الكلي للضوء عند زاوية سقوط مائلة جدًا.
- تُحدد هذه التقنية نطاق الطاقة العاكسة بسبب العلاقة العكسية بين زاوية الانعكاس الكلي والطاقة الإشعاعية. كان الحد الأعلى في أوائل الألفينات مع مراصدي شاندرا للأشعة السينية وXMM-نيوتن حوالي 15 كيلوإلكترون فولت (keV).[13] باستخدام مرايا متعددة الطبقات مطلية، ارتفع الحد في تلسكوب نوستار إلى 79 keV.[13] ولتحقيق ذلك، طُليت طبقات الزجاج بمركبات التنغستن (W)/السيليكون (Si) أو البلاتين (Pt)/كربيد السيليكون (SiC).[13]

### البصريات الموجهة
بينما كانت التلسكوبات الأشعة السينية المبكرة تستخدم تقنيات توجيه بسيطة (مثل المقاييس الدوارة أو المقاييس السلكية)، فإن التكنولوجيا الأكثر استخدامًا اليوم تعتمد على أقنعة الفتحات المشفرة (coded aperture masks). تستخدم هذه التقنية شبكة من الفتحات المسطحة أمام جهاز الكشف. تعطي هذه الطريقة نتائج أقل حساسية من البصريات المركزة، كما أن جودة التصوير وتحديد موقع المصدر أقل دقة. لكنها توفر مجال رؤية أوسع ويمكن استخدامها عند طاقات أعلى حيث تصبح بصريات زاوية السقوط المائلة غير فعالة. ولا يكون التصوير مباشرًا، بل يُعاد تركيب الصورة بعد المعالجة اللاحقة للإشارة.

## كشف وتصوير الأشعة السينية

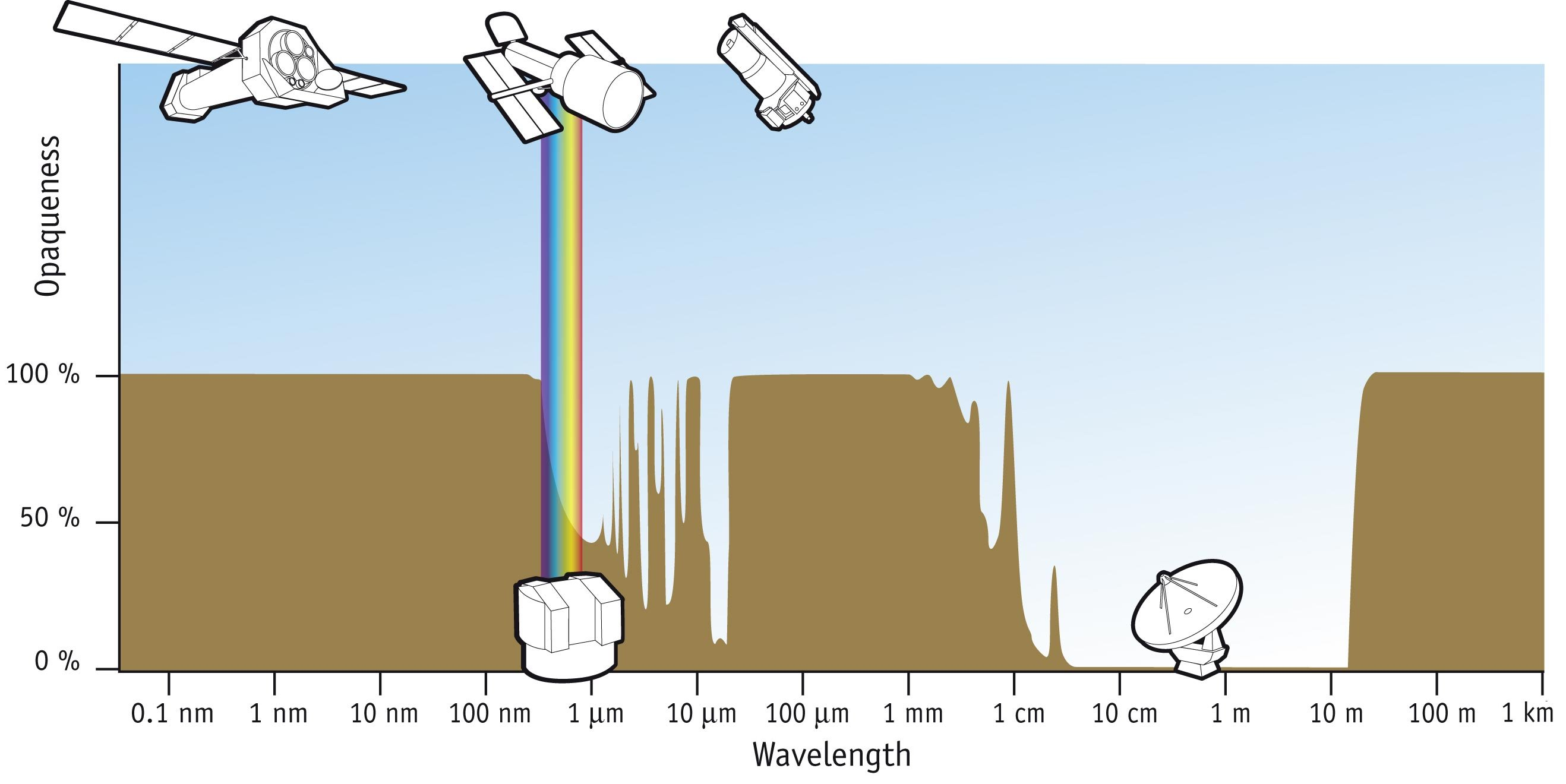
تبدأ الأشعة السينية من طول موجي يقارب 0.008 نانومتر وتمتد عبر الطيف الكهرومغناطيسي حتى حوالي 8 نانومتر، حيث تكون طبقة الغلاف الجوي للأرض غير شفافة للأشعة ضمن هذا النطاق.

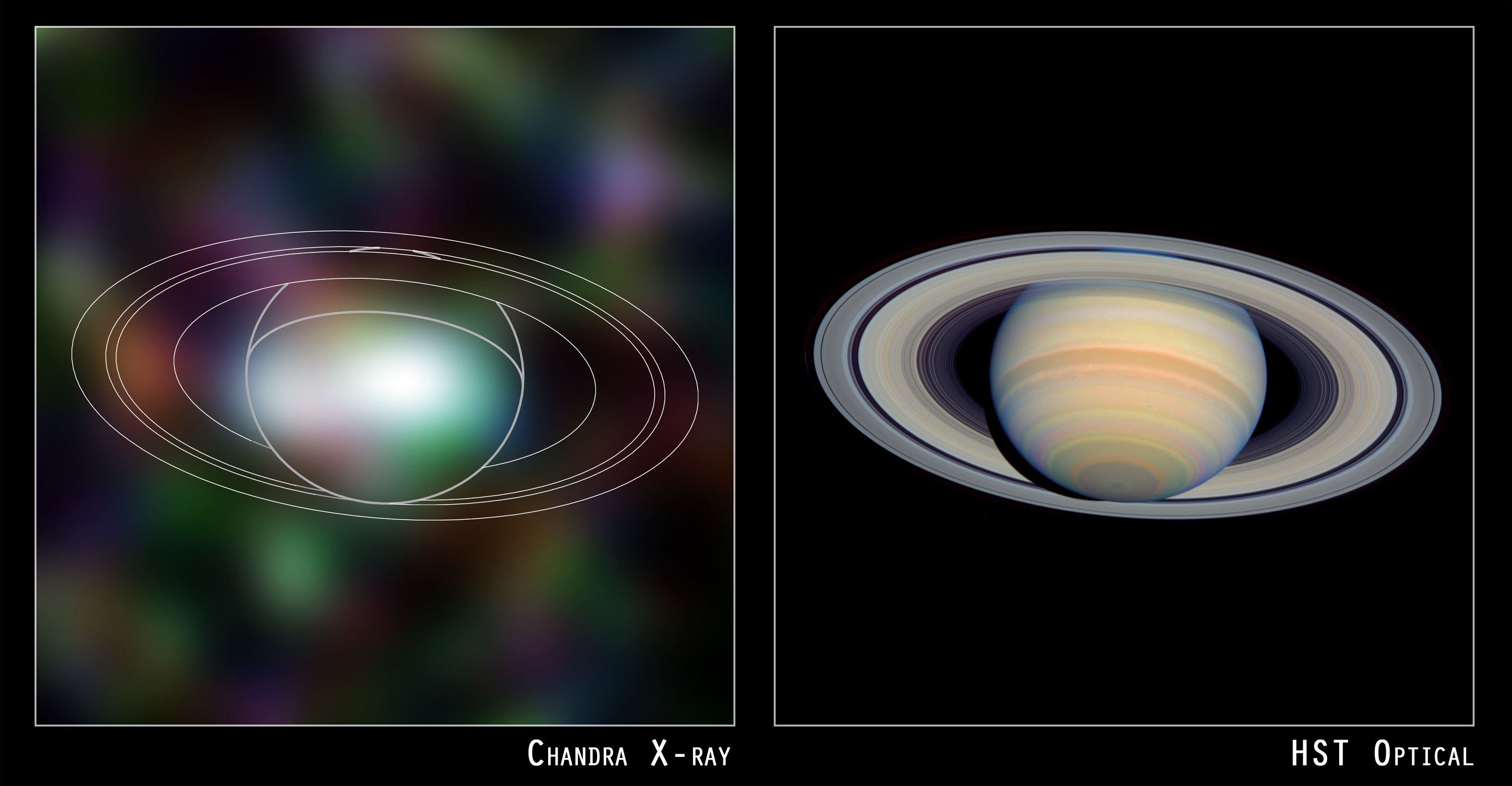
صورة كوكب زحل بالأشعة السينية التي التقطها مرصد تشاندرا (يسار) مقارنة بصورة زحل في الضوء المرئي التي التقطها تلسكوب هابل (يمين). طيف الأشعة السينية لكوكب زحل مشابه لطيف أشعة الشمس. بتاريخ 14 أبريل 2003

تمتد الأشعة السينية عبر مدى واسع جداً من الطول الموجي (حوالي 8 نانومتر إلى 8 بيكو متر)، والتردد (من حوالي 50 بيتاهرتز إلى 50 إكساهرتز)، والطاقة (من 0.12 إلى 120 كيلو إلكترون فولت). من حيث درجة الحرارة، تعادل طاقة 1 إلكترون فولت 11,604 كلفن، أي أن الأشعة السينية (من 0.12 إلى 120 كيلو إلكترون فولت) تقابل درجات حرارة من 1.39 مليون إلى 1.39 مليار كلفن. وتُصنف الأشعة السينية الناعمة ضمن الطول الموجي من 10 إلى 0.1 نانومتر (أي ما يعادل طاقات بين 0.12 إلى 12 كيلو إلكترون فولت)، أما الأشعة السينية الصعبة فتمتد من 0.1 إلى 0.01 نانومتر (حوالي 12 إلى 120 كيلو إلكترون فولت).
يلي الأشعة السينية في الطيف الكهرومغناطيسي الأشعة فوق البنفسجية، التي تمتد من حوالي 10 نانومتر حتى 400 نانومتر حسب المعيار الدولي ISO-DIS-21348. والجزء الأقرب للأشعة السينية يُعرف بالأشعة فوق البنفسجية القصوى (Extreme Ultraviolet أو EUV). عند امتصاص فوتون EUV، تتولد إلكترونات ضوئية وثانوية عبر عملية التأين، كما هو الحال مع امتصاص الأشعة السينية أو حزم الإلكترونات.
التمييز بين الأشعة السينية وأشعة غاما شهد تغيراً عبر العقود. في الأصل، كان يُميز بينهما استنادًا إلى الطول الموجي؛ فالأشعة السينية المنبعثة من أنابيب الأشعة السينية كانت ذات طول موجي أطول من تلك المنبعثة من النوى الذرية المشعة (أشعة غاما). لذلك كانت الدراسات القديمة تميز بينهما على أساس الطول الموجي، بحيث يُعرف الإشعاع الذي يقل طوله الموجي عن 10^-11 متر كأشعة غاما. لكن مع اكتشاف مصادر أشعة سينية ذات أطوال موجية قصيرة مستمرة مثل المسرعات الخطية، ومصادر أشعة غاما ذات أطوال موجية أطول، صار هناك تداخل كبير في نطاقات الطول الموجي. لذا، يُميّز الآن بين النوعين حسب المصدر، فالأشعة السينية تصدر عن الإلكترونات خارج النواة، بينما أشعة غاما تصدر عن النواة الذرية.
على الرغم من أن الأشعة السينية ذات الطاقة الأعلى (فوتونات طاقتها تفوق 30 كيلو إلكترون فولت أو 4,800 أتو جول) يمكنها اختراق الغلاف الجوي على مسافات قصيرة، فإن الغلاف الجوي للأرض كثيف بما يكفي ليمنع معظم هذه الأشعة القادمة من الفضاء من الوصول إلى سطح الأرض. الأشعة السينية في نطاق 0.5 إلى 5 كيلو إلكترون فولت (80 إلى 800 أتو جول)، وهي نطاق طاقة تصدره أغلب المصادر السماوية، يمكن إيقافها بواسطة طبقات قليلة من الورق؛ إذ يُمتص 90% من فوتونات أشعة 3 كيلو إلكترون فولت بعد مرورها عبر 10 سنتيمترات فقط من الهواء.

### عدادات النسبة
عداد النسبة هو نوع من كواشف التأين الغازي التي تعدّ جسيمات الإشعاع المؤين وتقيس طاقتها. يعمل على نفس مبدأ عداد جيجر-مولر، لكنه يستخدم جهد تشغيل أقل. تتكون جميع عدادات النسبة الخاصة بالأشعة السينية من خلية غازية مزودة بنافذة. غالبًا ما تُقسم هذه الخلية إلى مناطق ذات مجالات كهربائية منخفضة وعالية بواسطة ترتيب معين من الأقطاب الكهربائية.
استخدمت عدادات النسبة في مرصد إكسوسات (EXOSAT)، في جزء الولايات المتحدة من مهمة أبولو-سويز (يوليو 1975)، وعلى جهاز تورنوسول الفرنسي على متن قمر غرانات.

### مراقب الأشعة السينية
يشير المراقب إلى جهاز يعرض أو يرسل إشارة لعرض إشعاع الأشعة السينية من مصدر مولّد لها، ليُستخدم لمتابعة حالة المصدر في تطبيقات الفضاء.
على سبيل المثال، في مهمة أبولو 15 في مدار حول القمر، استُخدم مراقب للأشعة السينية لتتبع تغيرات محتملة في شدة وطيف الأشعة السينية الشمسية أثناء رسم خرائط تركيب سطح القمر اعتمادًا على الأشعة السينية الثانوية الناتجة عن الفلورة.
أما جهاز مراقب الأشعة السينية على متن قمر سولويند P78-1، والذي يحمل اسم NRL-608 أو XMON، فكان ثمرة تعاون بين مختبر الأبحاث البحرية الأمريكي ومختبر لوس ألاموس الوطني، ويتألف من عدادين تناسبيين يعملان بغاز الأرجون ومزودين بفتحات محددة التركيز.

### كاشف التألق

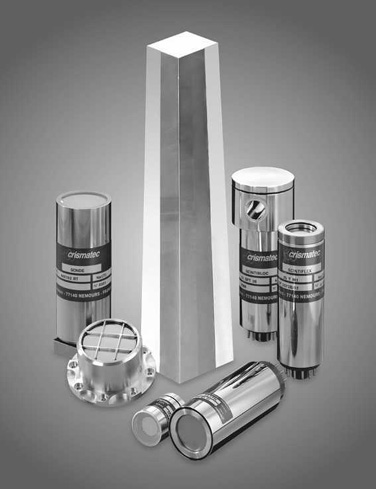
بلورة تألق محاطة بمجموعة من أجهزة كشف التألق

المادة المتألقة هي مادة تظهر ظاهرة اللمعان (luminescence) عند إثارتها بواسطة الإشعاع المؤين. حيث تمتص هذه المواد طاقة الجسيمات الواردة، مثل فوتون الأشعة السينية، ثم تعيد إصدار الطاقة الممتصة على شكل ومضة ضوئية صغيرة عادةً ضمن الطيف المرئي.
استخدمت كواشف التألق بالأشعة السينية في أقمار فيلا 5A و5B؛ وكان تلسكوب الأشعة السينية على متن القمر الصناعي OSO 4 يتألف من بلورة NaI(Tl) رقيقة مع أنبوب ضوئي مغلف بدرع مضاد للتزامن من CsI(Tl). أما OSO 5 فكان يحمل كاشفًا من بلورة CsI. كان البلور المركزي بسماكة 0.635 سم² ومساحة حساسة 70 سم²، ويتم تصويره من الخلف بواسطة زوج من أنابيب التكثيف الضوئي.
جهاز PHEBUS على متن غرانات احتوى على كاشفين مستقلين، كل كاشف يتألف من بلورة بيسموث جرمانيوم (BGO) بقطر 78 مم وسماكة 120 مم. وأجهزة KONUS-B سبعة موزعة حول المركبة تتجاوب مع فوتونات الطاقة بين 10 كيلو إلكترون فولت إلى 8 ميغا إلكترون فولت، تتألف من بلورات NaI(Tl) ذات قطر 200 مم وسماكة 50 مم خلف نافذة دخول من البيريليوم. وحمل قمر كفانت-1 جهاز HEXE لتجربة الأشعة السينية عالية الطاقة، والذي استخدم تقنية الفوسفويش (Phoswich) من يوديد الصوديوم واليوديد السيزيوم.

### موجه التعديل
في مجال الإلكترونيات، التعديل هو عملية تغيير شكل موجة ما نسبة إلى موجة أخرى. في موجه التعديل للأشعة السينية، تُخفض شدة الإشعاع الوارد بسبب وجود شبكة من الأسلاك المتوازية التي تعمل كمنشورات حيودية، تحجب أو تقلل بشكل كبير جزء الإشارة الساقطة عليها.
المرشح (الكوليماتور) هو جهاز يُرشح حزمة الأشعة السينية بحيث يسمح فقط للأشعة المتوازية مع اتجاه معين بالمرور.
اخترع مينورو أودا، رئيس جامعة طوكيو لعلوم المعلومات، موجه التعديل، واستُخدم لأول مرة عام 1966 لتحديد موقع مصدر الأشعة السينية Sco X-1، مما أتاح تحديد مواقع دقيقة لمصادر الأشعة السينية قبل إطلاق التلسكوبات التصويرية الخاصة بها.
حمل القمر الصناعي SAS 3 موجهات تعديل (في نطاق 2-11 كيلو إلكترون فولت) وموجهات نوع "سلات وأنابيب" (من 1 حتى 60 كيلو إلكترون فولت).
على متن مرصد غرانات كانت هناك أربع أجهزة WATCH قادرة على تحديد مواقع المصادر الساطعة في النطاق من 6 إلى 180 كيلو إلكترون فولت بدقة تصل إلى 0.5 درجة باستخدام موجه تعديل دوار. تغطي هذه الأجهزة معًا حوالي 75% من السماء.
أما جهاز الراصد الطيفي للأشعة السينية في مسبار راماتي عالي الطاقة الشمسية (RHESSI) فيستطيع تصوير الانفجارات الشمسية من الأشعة السينية الناعمة حتى أشعة غاما (من حوالي 3 كيلو إلكترون فولت حتى 20 ميغا إلكترون فولت) باستخدام تقنية تحويل فورييه مع مجموعة من 9 موجهات تعديل دوارة.

### مقياس الطيف بالأشعة السينية
حمل القمر الصناعي OSO 8 على متنه مقياس طيف أشعة سينية باستخدام بلورة الجرافيت، يغطي نطاق طاقة من 2 إلى 8 كيلو إلكترون فولت، وبزاوية رؤية 3 درجات.
أما مقياس الطيف ART-S على متن غرانات، فغطي طيفاً من 3 إلى 100 كيلو إلكترون فولت، بزاوية رؤية 2°×2°. يتكون الجهاز من أربعة كواشف تعتمد على كواشف التوصيل متعدد الأسلاك (MWPC)، مما يوفر مساحة فعالة 2400 سم² عند 10 كيلو إلكترون فولت و800 سم² عند 100 كيلو إلكترون فولت. الدقة الزمنية للجهاز تبلغ 200 ميكروثانية.
مقياس الطيف على متن مسبار ISEE-3 كان مصممًا لدراسة كل من الانفجارات الشمسية وانفجارات أشعة غاما الكونية ضمن نطاق طاقي من 5 إلى 228 كيلو إلكترون فولت. يتألف من كاشفين أسطوانيين: أحدهما عداد نسبة مملوء بالزينون يغطي 5-14 كيلو إلكترون فولت، والآخر كاشف NaI(Tl) يغطي 12-1250 كيلو إلكترون فولت.

### أجهزة كشف الشحنات
تستخدم أغلب التلسكوبات الحديثة للكشف عن الأشعة السينية أجهزة كشف الشحنات (CCD) المشابهة لتلك المستخدمة في كاميرات الضوء المرئي. في الضوء المرئي، ينتج فوتون واحد شحنة إلكترونية واحدة في بكسل معين، ويتم بناء الصورة عبر تراكم هذه الشحنات من عدد كبير من الفوتونات خلال فترة التعرض. أما في الأشعة السينية، فإن الفوتون الواحد يطلق شحنة من مئات إلى آلاف الإلكترونات (تتناسب مع طاقته)، مما يسمح بقياس طاقات الأشعة السينية بشكل فردي عند قراءة البيانات.

### مقياس الحرارة الميكروية (الميكروكالوريمترات)
الميكروكالوريمترات (Microcalorimeter ) قادرة على اكتشاف فوتون أشعة سينية واحد في كل مرة مع قياس طاقته بدقة.

### مجسات الحافة الانتقالية
تعتبر مجسات الحافة الانتقالية (Transition edge sensors) تطورًا في مجال الميكروكالوريمترات، وهي عبارة عن معادن فائقة التوصيل تُحافظ عند درجة حرارة قريبة جداً من درجة حرارة الانتقال التي تصبح عندها الموصلات فائقة، حيث تنخفض مقاومتها إلى الصفر. هذه درجات الحرارة تكون عادةً قريبة جداً من الصفر المطلق (أقل من 10 كلفن).

## أنظر أيضاً
- قائمة التلسكوبات الفضائية
- الأشعة السينية
- مفجر الأشعة السينية
- مرصد تشاندرا الفضائي للأشعة السينية
- كاشف الأشعة السينية الفلكية
- علم فلك الأشعة السينية
- الأشعة السينية (علم الفلك)